# Уркиса, Хусто Хосе де
Ху́сто Хосе́ де Урки́са-и-Гарси́я (исп. Justo José de Urquiza y García; 18 октября 1801, Энтре-Риос — 11 апреля 1870, Дворец Сан-Хосе) — аргентинский генерал и политик, президент Аргентинской конфедерации с 1854 до 1860 год.

## Биография
Хусто Хосе де Уркиса-и-Гарсия родился в Энтре-Риосе, в семье Хосе Нарсисо де Уркиса Альсага, родившегося в Кастро-Урдиалес, Испания, и Марии Кандиды Гарсиа Гонсалес, креолки из Буэнос-Айреса. 
Уркиса получил образование в Буэнос-Айресе и сначала работал портовым служащим. В 1819 году он вернулся в Энтре-Риос. Связи его семьи с диктатором Франсиско Рамиресом позволили Уркисе заняться политикой. После нескольких лет работы в политике провинции Уркиса отправился в Буэнос-Айрес в качестве представителя губернатора Паскуаля Эчагуэ. Он стал доверенным лицом Хуана Мануэля де Росаса, который авторитарно правил Аргентиной в качестве губернатора Буэнос-Айреса, а в 1841 году сменил своего бывшего босса Эчагуэ на посту губернатора Энтре-Риоса. Росас неоднократно просил отставки у других губернаторов, но это было лишь политической уловкой при полной уверенности, что такое прошение будет отклонено. 
Тем не менее в 1851 году Уркиса, обеспокоенный политическим и экономическим давлением со стороны Буэнос-Айреса, отозвал полномочия Росаса относительно провинции Энтре-Риос. После этого Уркиса возобновил торговые отношения минуя порт Буэнос-Айреса. Позже он обратился к Росасу с предложением разработать конституцию, идею которой последний неоднократно отвергал (как и в этот раз). Тогда Уркиса поднял восстание против Росаса и, при поддержке бразильских и уругвайских либералов, создал «Великую армию», с помощью которой вынудил Мануэля Орибе снять осаду с Монтевидео в октябре 1851 года. В феврале 1852 года в битве при Касеросе был разбит и сам Росас, который после поражения бежал в Англию. Провинции, которые до этого поддерживали Росаса, перешли на сторону Уркиса и поддержали проект создания национальной конституции.
В мае 1852 года стал временным правителем Аргентинской конфедерации. В 1853 году Конституционная ассамблея приняла конституцию, которая базировалась в основном на идеях Хуана Баутисты Альберди. 1 ноября 1853 года был избран президентом Аргентинской конфедерации и в соответствии с новой конституцией вступил в должность президента в марте 1854 года.
За период его правления были стабилизированы международные отношения, предложена система общего образования, начато строительство железной дороги. Однако его работа по национальной консолидации встретила сопротивление со стороны некоторых провинций, в частности, Буэнос-Айреса, которая вышла из состава конфедерации. Открытое противостояние вспыхнуло в 1859 году. В октябре 1859 года Уркиса разгромил войска провинции, которыми командовал Бартоломе Митре, в сражении при Сепеде, после чего Буэнос-Айрес был вынужден вернуться в состав конфедерации.
Поправки к конституции, предложенные Буэнос-Айресом, были приняты в 1860 году, но мир продолжался недолго, и новое противостояние вылилось в гражданскую войну. Уркиса встретился с армией Буэнос-Айреса, которую вновь возглавил Митре, в сентябре 1861 года при Павоне. Уркиса проиграл битву и оставил поле боя, отдав победу противнику. После этого он выехал во дворец Сан-Хосе, свою резиденцию в Энтре-Риосе, откуда управлял провинцией.
Вместе со своими сыновьями Хусто и Вальдино был убит 11 апреля 1870 года сторонниками своего политического противника и диссидента Рикардо Лопеса Хордана.
Как и многие другие аргентинские патриоты девятнадцатого века, Уркиса был масоном. Его внушительный дворец Сан-Хосе был украшен множеством масонских символов, созданных «чтобы символизировать и отражать конструкцию другого его произведения: Аргентинское государства».